# Laurentius Joannis
Laurentius Joannis, Lars Johansson, död 15 september 1585, var en svensk präst och domprost i Linköping. 

## Biografi
Laurentius Joannis blev 1581 domprost i Linköpings församling, Linköping. Han avled 15 september 1585 och begravdes i Linköpings domkyrka.

### Familj
Joannis gifte sig med Brita Olofsdotter (död 1595). Hon hade tidigare varit gift med domprosten Johannes Haquini i Linköping. Joannis och Olofsdotter fick tillsammans barnen majoren Per Larsson, Margareta Larsdotter (död 1593) som var gift med kyrkoherden Bothvidus Jonæ i Vånga församling och Catharina Larsdotter som var gift med Simen Arentsson.